# Gustav Ehrenreich
Hans Gustav Ehrenreich (født 11. november 1917 i Rønde, død 1984) var en dansk designer og møbelsnedker, der er kendt for sin Hoptimist.
Ehrenreich blev uddannet møbelsnedker i Kolind og kom til Stilling i 1943, hvor han arbejdede i sit fag.
Det var svært at finde en bolig, og familien Ehrenreich boede adskillige steder i Gram og Stilling, før huset med værksted blev bygget på Århusvej 60.

## Træværkstedet på Århusvej
Omkring 1950 startede Ehrenreich "Ehrenreichs Trækunst" på Århusvej 60. Her blev fremstillet pynte- og brugsting i teak, palisander, moseeg og andre afrikanske træsorter. Alt blev produceret som unika - ikke to ting var ens.
I slutningen af 1960’erne skabte Ehrenreich de første prototyper til Hoptimisten.
Firmaet Hingelberg i Århus formidlede produkterne fra Stilling, og succes med udstillinger på Den Permanente i København var med til at skaffe afsætningsmuligheder i udlandet - herunder USA.
Ehrenreich var på et ophold i Chicago for at deltage i en stor udstilling af kunsthåndværk, hvor amerikanerne fik lejlighed til at se arbejdsprocessen.
Rammerne for produktionen blev hurtigt for trange, og det blev i 1965 nødvendigt at bygge til, for produktionen til eksport var på et år steget til det tredobbelte.
Tiden med storproduktion var fra 1967 til 1974. Slutningen på produktionen skyldtes, at Ehrenreichs produkter blev ramt af importforbud i USA. Ehrenreich måtte derfor lukke produktionen ned.
Ehrenreich havde stadig mange nye idéer og planer om at genoptage produktionen, som dog ikke blev realiseret.

## Andre projekter
Sideløbende med kunsthåndværket tog Ehrenreich også helt andre initiativer. I 50’erne åbnede han en iskiosk med Rønbjerg Is, og i 1955 udvidedes sortimentet med varme pølser. I 1958 åbnede han en lille campingplads med bådudlejning ved søen nedenfor huset.
I nogle år arbejdede han for Nationalmuseet, hvor han havde specialiseret sig i at restaurere gamle vind- og vandmøller.